# Lewis Ranieri
Lewis S. Ranieri (* 18. ledna 1947 Brooklyn) je bývalý obchodník s dluhopisy, zakládající partner a současný předseda realitní společnosti Ranieri Partners.
Je považován za „otce“ cenných papírů krytých hypotékami a spoluzakladatele cenných papírů krytých hypotékami spolu s Anthonym J. Nocellou, bývalým generálním ředitelem Franklin Bank, za jeho průkopnickou roli při jejich vzniku v 70. letech 20. století během jeho působení v Salomon Brothers, kde dosáhl pozice místopředsedy představenstva. Ačkoli byl v roce 2004 časopisem BusinessWeek označen za „jednoho z největších inovátorů posledních 75 let“, později byl silně kritizován za svou roli v krizi subprime hypoték v letech 2007–2009.

## Rané období života
Narodil se v roce 1947 v Brooklynu ve státě New York. Ranieri se chtěl stát italským šéfkuchařem, než zjistil, že jeho astma mu brání pracovat v zakouřených kuchyních. Začal studovat na St. John's University v New Yorku, ale odešel ještě před dokončením studia. Ranieri se později do školy vrátil a v roce 1986 dokončil bakalářské studium angličtiny. V roce 1987 mu Univerzita svatého Jana udělila čestný titul doktora práv.

## Kariéra
V roce 1968 nastoupil 21letý Ranieri na částečný úvazek do podatelny společnosti Salomon Brothers. Vypracoval se až na pozici místopředsedy představenstva Salomon Brothers, o čemž pojednává bestseller Michaela Lewise Liar's Poker. Koncem 70. let se Ranieri připojil k novému oddělení Salomon Brothers pro obchodování s hypotékami, kde se podílel na vytvoření inovativní praxe sekuritizace, což je slovo, které údajně vymyslel. BusinessWeek uvedl, že v roce 1977, kdy vznikly cenné papíry kryté hypotékami (MBS), „bylo Ranieriho úkolem tyto dluhopisy prodávat – v době, kdy pouze 15 států uznávalo MBS jako legální investice. S drzostí obchodníka a přesvědčivostí prodejce dokázal mnohem víc, vytvořil trh pro obchodování s MBS a vyhrál lobbistické bitvy ve Washingtonu, aby odstranil právní a daňové překážky.“ Ranieri také prohlásil, že „hypotéky jsou matematika“, a najal doktory, kteří vyvinuli zajištěný hypoteční závazek (collateralized mortgage obligation – CMO), a přebalili hypotéky do atraktivnějších dluhopisů.
V roce 1981 byly americké spořitelny a záložny (American Savings and Loan – S&L) postiženy vysokou inflací a vysokými úrokovými sazbami, které stanovil Federální rezervní systém pod vedením svého předsedy Paula Volckera, ale Kongres umožnil spořitelnám a záložnám skrýt část svých ztrát přesunem aktiv z účetních knih. Ranieri koupil hypotéky od jedné S&L a prodal je jiné, čímž umožnil Wall Street zapojit se do trhu s hypotékami na bydlení (a profitovat z tohoto rozpětí). Přesvědčil společnost Freddie Mac, aby pomohla s transakcí, v jejímž rámci byly zabaleny starší úvěry z Perpetual Savings, problémové S&L v oblasti Washingtonu. Institucionální investory však začal trh přitahovat až poté, co v roce 1983 spolu s Larrym Finkem ze společnosti First Boston vytvořil CMO. V roce 1984 Kongres schválil zákon o posílení sekundárního hypotečního trhu (Secondary Mortgage Market Enhancement Act – SMMEA), který zrušil předchozí zákaz soukromých bank prodávat cenné papíry kryté hypotékami bez státní záruky. Tento zákon také předešel státním zákonům o modrém nebi, které dříve vyžadovaly, aby se investiční banky před jejich prodejem zaregistrovaly ve více státech. Kromě toho mohli institucionální investoři nakupovat cenné papíry kryté hypotékami za předpokladu, že jim celostátně uznávaná statistická ratingová organizace (Nationally recognized statistical rating organization – NRSRO) udělila vysoký rating, což těmto investorům v podstatě umožnilo přenést hloubkovou kontrolu na tyto agentury. Ranieri se zúčastnil slavnostního ceremoniálu, při němž prezident Ronald Reagan podepsal SMMEA.
Ranieri rovněž zajistil osvobození od daně, které se vztahuje na soubory hypoték držených společností REMIC (Real estate mortgage investment conduit). Trh s cennými papíry krytými hypotékami, legalizovaný zákonem o daňové reformě z roku 1986 (Tax Reform Act of 1986), dosáhl v roce 1986 hodnoty 150 miliard dolarů. Společnost Salomon Brothers však Ranieriho v roce 1987 propustila, což někteří charakterizovali tak, že se stal obětí vlastního úspěchu, neboť jeho bývalí obchodníci obsadili mnoho investičních bank na Wall Street.
V roce 1988 Ranieri založil investiční společnost Hyperion Partners. V roce 2001 Ranieri a jeho partneři v Hyperionu prodali společnost Bank United of Texas, kterou získali na konci 80. let. Pod Ranieriho vedením jako předsedy představenstva se Bank United změnila z neúspěšné spořitelny na úspěšnou regionální banku s aktivy ve výši 18 miliard dolarů v době prodeje.
Když se cenné papíry kryté hypotékami dostaly pod drobnohled kvůli své roli v krizi rizikových hypoték, realitní bublině ve Spojených státech a finanční krizi v letech 2007–2010, kritici si vzali Ranieriho na mušku. V březnu 2007, v době, kdy se nevědělo, zda by nadměrný nárůst pákového efektu spojený s rizikovými hypotékami mohl vést k finanční krizi, Ranieri prohlásil: „Myslím, že [riziko] je zvládnutelné. Nemyslím si, že to bude kataklyzma.“ V témže roce založil společnost Selene Finance LP, která se zabývala správou hypoték a snažila se zabránit tomu, aby obyvatelé byli obstaveni.
Ranieri se k situaci vyjádřil v rozhovoru z roku 2009. Ranieri tvrdil: „Problém nevznikl kvůli konceptu sekuritizace.“ Wall Street spíše obviňoval ze zneužití sekuritizace k vytvoření hypotečních produktů, které si majitelé domů nemohli dlouhodobě dovolit, jako například hypotéky s nízkými „teaser“ sazbami, které se staly nedostupnými, když byly resetovány. Ve stejném rozhovoru Ranieri také vysvětlil pokračující úsilí své firmy o ozdravení amerického trhu s bydlením tím, že odkupuje hypotéky v prodlení, spolupracuje s původními majiteli domů na zavedení konzistentních splátek a poté prodává nově stabilizované úvěry.

## Filantropie
V roce 2005 byl Ranieri pověřen římskokatolickým biskupem diecéze Rockville Centre Williamem Murphym, aby založil neziskovou organizaci Tomorrow's Hope Foundation, jejímž posláním je poskytovat pomoc katolickým základním a středním školám v diecézi. Nadace poskytla stipendia tisícům rodin, které usilují o katolické vzdělání svých dětí. Ranieri nadále působí jako předseda nadace.

## Uznání
Ranieri obdržel v roce 2005 ocenění Distinguished Industry Service Award od American Securitization Forum a od roku 1989 se účastní kulatého stolu National Association of Home Builders Mortgage Roundtable. Ranieri byl také uveden do National Housing Hall of Fame a obdržel cenu za celoživotní dílo, kterou uděluje Fixed Income Analysts Society, Inc. V roce 2012 udělila Univerzita svatého Jana Ranierimu cenu Spirit of Service za jeho práci v nadaci Tomorrow's Hope Foundation a za jeho oddanost službě druhým.
Ranieriho ztvárnil herec Rudy Eisenzopf na začátku filmu The Big Short (adaptace stejnojmenné knihy Michaela Lewise), který zdramatizoval události vedoucí k realitní krizi v letech 2007–2008.